# Biosteres argos
Biosteres argos är en stekelart som beskrevs av Fischer 1970. Biosteres argos ingår i släktet Biosteres och familjen bracksteklar. Inga underarter finns listade.